# アレクサンドル・ヤコヴェンコ

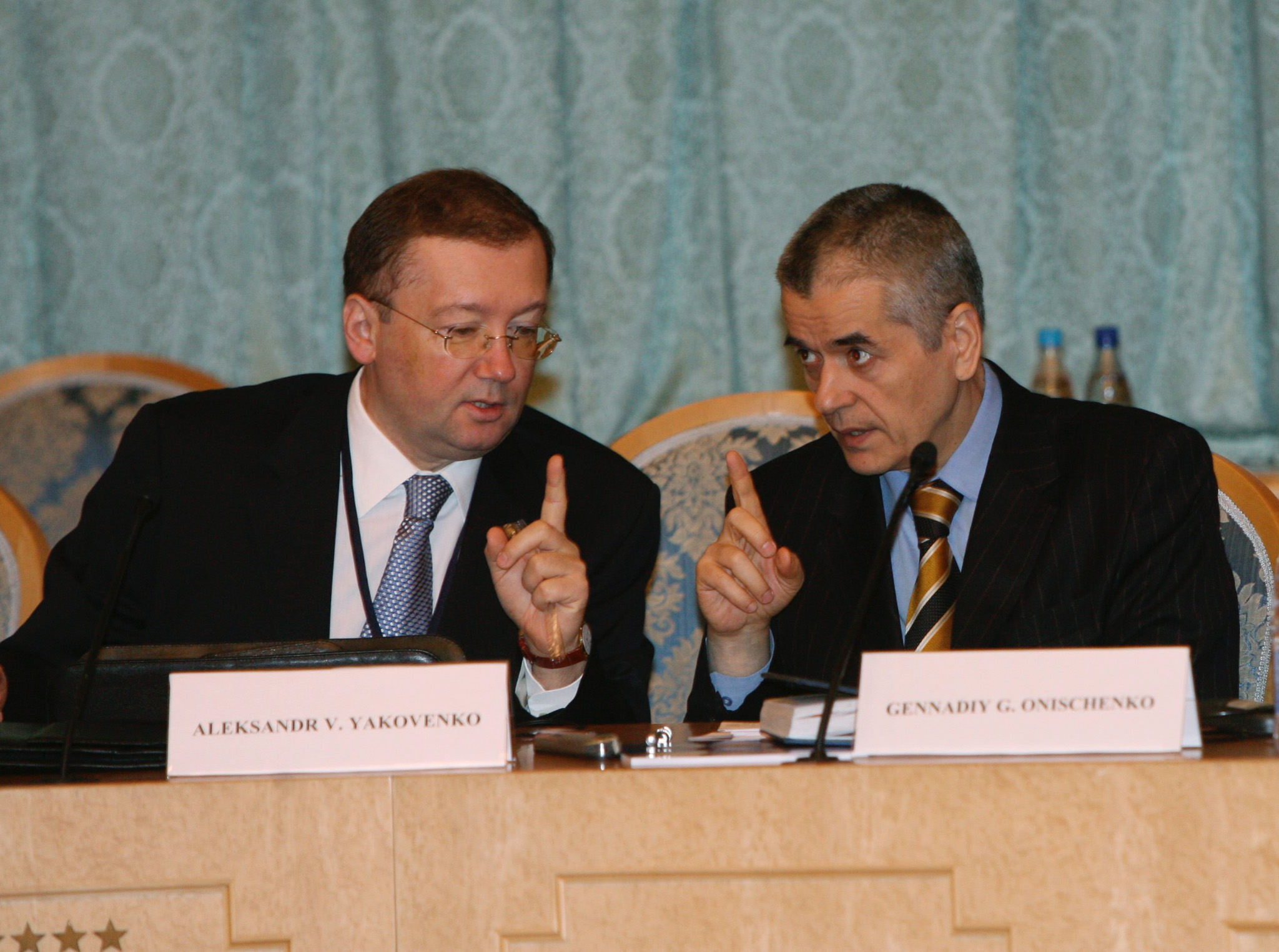
2008年G8サミットにおけるアレクサンドル・ヤコヴェンコ（左）とロシア連邦消費者権利保護・福祉分野監督庁長官ゲンナジー・オニシチェンコ

アレクサンドル・ウラージミロヴィチ・ヤコヴェンコ（ロシア語: Александр Владимирович Яковенко、ラテン文字転写の例：Alexandr Vladimirovich Yakovenko、1954年10月21日 - ）は、ロシアの外交官。ロシア外務次官を経て、2011年からロシア連邦駐在英国大使。法学博士。英語、フランス語に堪能。

## 経歴・人物
白ロシア共和国（現在のベラルーシ）ホメリ出身。
1976年モスクワ国際関係大学を卒業する。同年ソ連外務省に入省する。1993年国際科学技術協力局長。1995年安全保障・軍縮局長。1997年駐ウィーン国際機関ロシア常任副代表。2000年外務省情報・報道局長兼報道官（スポークスマン）。2005年8月から外務次官。国際連合などの国際機関、対外経済協力、人権分野の政策などを担当する。
2011年1月27日、ドミートリー・メドヴェージェフロシア連邦大統領によって駐英大使に任命された。